# Podglavica
Podglavica är ett samhälle i Montenegro. Det ligger i den centrala delen av landet, 12 km nordväst om huvudstaden Podgorica. Podglavica ligger 49 meter över havet och antalet invånare är 218.
Terrängen runt Podglavica är varierad.Runt Podglavica är det ganska glesbefolkat, med 48 invånare per kvadratkilometer. Närmaste större samhälle är Podgorica, 11,7 km sydost om Podglavica. 